# Bruce Le
Bruce Le (pseudonimo di Huang Jianlong; Birmania, 5 giugno 1950) è un attore, artista marziale, regista, sceneggiatore, stuntman e produttore cinematografico birmano con cittadinanza macaense.
È conosciuto per i suoi film di arti marziali degli anni '70 e '80. Molti di questi erano prodotti con uno scarso budget, e rilasciati per capitalizzare sulla morte di Bruce Lee, avvenuta nel 1973, e perciò fanno parte del fenomeno della "Bruceploitation". È uno degli imitatori più famosi di Lee, insieme a Bruce Li e Dragon Lee (con cui recita in Bruce Lee - Il volto della vendetta).

## Biografia
Huang Jianlong nasce in Birmania il 5 giugno del 1950. È di etnia cinese e birmana. Da giovane ha studiato a Yangon, e dato il suo talento per le arti marziali, all'età di undici anni ha iniziato a praticare hongquan, hequan e karate. Successivamente, Huang si trasferisce a Macao, dove fonda una scuola di arti marziali insieme ad alcuni suoi amici e viene notato dallo Studio Shaw, che lo prende per recitare in Rivals of Kung Fu, nel 1974. Alla fine degli anni '70, Huang lascia lo studio cinematografico, e comincia a recitare in film del filone della Bruceploitation come imitatore o "clone" di Bruce Lee, sotto lo pseudonimo di "Bruce Le".
Nel 1979 fonda la Dragon Film, e incomincia a lavorare anche come regista prima nei film di arti marziali, per poi spostarsi su altri generi a partire dagli anni '90, continuando dagli anni 2010. Dall'inizio degli anni '80 fa da produttore e da sceneggiatore ad alcuni dei propri film, come la produzione americana, italiana e hongkonghese di La sfida del tigre.
Tra gli anni '90 e i primi anni 2000 lavora anche come stuntman in varie produzioni cinematografiche esterne ai film Bruceploitation, a Hollywood.
Si è poi avventurato nel settore immobiliare, al mercato azionario e al commercio di valuta a Hong Kong, abbandonando il set. Viene poi incarcerato per frode in Cina.
Torna sia come attore che regista nel 2014, dirigendo e recitando nel film The Eyes of Dawn.

## Filmografia

### Attore
- Bi hu you long, regia di Hao Wang (1972) – cameo
- Heung gong chat sup sam, regia di Yuen Chor (1974)
- Duo ju jie, regia di Fung Wong (1974) – accreditato come Chien-Lung Huang
- Rivals of Kung Fu, regia di Fung Wong (1974) – accreditato come Liang Chien-lung
- Sing gei cha low, regia di Chih-Nan Chiang (1974) – accreditato come Chien-Lung Huang
- Dragons Die Hard (Jin se tai yang), regia di Kuan Chang-Li (1975) – accreditato come Ho Chung Tao
- Inframan l'altra dimensione, (Zhong guo chao ren), regia di Shan Hua (1975) – accreditato come Chien Lung-Huang
- Il colpo segreto di Bruce Lee (Lung men bei chi), regia di Joseph Velasco (1976)
- Return of Bruce (Zhong lie Jing wu men), regia di Joseph Velasco (1977)
- Bruce and Shaolin Kung Fu (Da mo tie zhi gong), regia di James Nam (1977)
- Bruce and the Shaolin Bronzemen (Shen long meng hu), regia di Joseph Velasco (1977)
- My Name Called Bruce (Pi li long quan), regia di Joseph Velasco (1978)
- Bruce and Shaolin Kung Fu 2 (Huo shao shao lin men), regia di James Nam (1978)
- Bruce Lee il campione (Si wang mo ta), regia di Kuo-Hsian Lin e Joseph Velasco (1978)
- Return of the Red Tiger (Mao quan), regia di James Nam (1978)
- Re-Enter the Dragon (1979)
- Bruce the Super Hero, regia di Bruce Le (1979)
- Young Dragon, regia di Joseph Velasco (1979)
- Bruce Lee: l'ira del drago colpisce anche l'Occidente (Yan bao fu), regia di Lu-Po Tu (1979)
- Bruce Lee: l'uomo più forte del mondo (Jue dou si wang da), regia di Tien-Tai Chen e Steve Harries (1979)
- Bruce's Fists of Vengeance, regia di Bill James Haverly (1980)
- Bruce Lee il grande eroe (Zui she xiao zi), regia di Darve Lau e Bruce Le (1980)
- La sfida del tigre (Mie jue qi qi), regia di Bruce Le, Luigi Batzella (non accreditato) e Richard Harrison (non accreditato) (1980)
- Bruce Lee - Il volto della vendetta (Shen wei san meng long), regia di Joseph Velasco (1980)
- Katikon Ke Kaatil, regia di Anil Hingorani e Arjun Hingorani (1981) – non accreditato
- Enter Another Dragon (1981)
- Cold Blooded Murder (Yuan yin), regia di To-Bong Law (1981)
- Bruce vs. Bill (Long hu zheng ba), regia di Kuo-Hsian Lin (1981)
- Bruce and the Dragon Fist (Maenglyongnoho), regia di Ai-Wei Chen (1981)
- Bruce Lee vive ancora (Xiong zhong), regia di André Koob, Bruce Le e Joseph Velasco (1982)
- Bruce Le vs. Ninja (1982)
- Mil gritos tiene la noche, regia di Juan Piquer Simón (1982) – non accreditato
- The Super Gang (Fan wan di), regia di Siu-Jun Wong (1984)
- Cameroon Connection, regia di Alphonse Beni (1985)
- Naam, regia di Mahesh Bhatt (1986)
- Future Hunters - Eroi del futuro (Future Hunters), regia di Cirio H. Santiago (1986)
- Return of the Kickfighter, regia di Anthony Maharaj (1987)
- Ninja Over the Great Wall (Long huo chang cheng), regia di Bruce Le e Kim Hui Lim (1987)
- Bruce's Secret Kung Fu (Lóng quán mì gông), regia di Joseph Velasco (1988)
- Ghost of the Fox (Hu dao), regia di Bruce Le (1990)
- La filière chinoise, regia di André Koob (1990)
- Pushing Hands, regia di Ang Lee (1991) – filmati di repertorio
- Black Spot (Hei se zou lang), regia di Bruce Le (1991)
- Bruce Lee and Kung Fu Mania, regia di Sandy Oliveri (1992) – documentario con filmati di repertorio
- Comfort Women (Jun ji wei an fu), regia di Wang Gang e Bruce Le (1992)
- The Real Bruce Lee 2, regia di Kant Leung (2002) – documentario con filmati di repertorio
- Jackie Chan: Fast, Funny and Furious, regia di Phillip Dye (2002) – documentario con filmati di repertorio
- The Eyes of Dawn, regia di Bruce Le (2014) – accreditato come Huang-Kin Lung
- Blood Hero (Yang Jingyu), regia di Bruce Le (2019)

### Regista
- Bruce the Super Hero (1979)
- Bruce Lee il grande eroe (Zui she xiao zi) – con Darve Lau (1980)
- La sfida del tigre (Mie jue qi qi) – con Luigi Batzella (non accreditato) e Richard Harrison (non accreditato) (1980)
- Bruce Lee vive ancora (Xiong zhong) – con André Koob e Joseph Velasco (1982)
- Ninja Over the Great Wall (Long huo chang cheng) – con Kim Hui Lim (1987)
- Ghost of the Fox (Hu dao) (1990)
- Black Spot (Hei se zou lang) (1991)
- Comfort Women (Jun ji wei an fu) – con Wang Gang (1992)
- The Eyes of Dawn (2014) – accreditato come Huang-Kin Lung
- Blood Hero (Yang Jingyu) (2019)

### Produttore
- Bruce the Super Hero, regia di Bruce Le (1979)
- La sfida del tigre (Mie jue qi qi), regia di Bruce Le, Luigi Batzella (non accreditato) e Richard Harrison (non accreditato) (1980)

### Sceneggiatore
- La sfida del tigre (Mie jue qi qi), regia di Bruce Le, Luigi Batzella (non accreditato) e Richard Harrison (non accreditato) (1980)
- Comfort Women (Jun ji wei an fu), regia di Wang Gang e Bruce Le (1992)
- The Eyes of Dawn, regia di Bruce Le (2014) – accreditato come Huang-Kin Lung

### Stuntman
- Tartarughe Ninja III (Teenage Mutant Ninja Turtles III), regia di Stuart Gillard (1993)
- Double Take, regia di George Gallo (2001)